# Lasioglossum aureimontanum
Lasioglossum aureimontanum är en biart som beskrevs av Ebmer 1970. Lasioglossum aureimontanum ingår i släktet smalbin, och familjen vägbin. Inga underarter finns listade i Catalogue of Life.